# Cryptoblepharus egeriae
Cryptoblepharus egeriae (синьохвостий блискучий сцинк) — вид сцинкоподібних ящірок родини сцинкових (Scincidae). Ендемік острова Різдва. Цей вид був описаний у 1888 році. Раніше синьохвості блискучі сцинки були найпоширенішими плазунами на острові і зустрічалися у великій кількості, особливо поблизу людських поселень. Однак на початку 1990-х років популяція цього виду почала стрімко скорочуватися внаслідок появи в середині 1980-х років на острові хижих змій Lycodon capucinus та мурах Anoplolepis gracilipes. До 2006 року синьохвостий блискучий сцинк перебував під загрозою зникнення, а до 2010 року вимер у дикій природі. З 2009 по 2010 рік парки Австралії та зоопарк Таронга розпочали програму розведення цього виду в неволі, яка запобігла повному вимиранню виду.

## Етимологія
Вид був названий на честь британського корабля HMS Egeria, який відвідав острів Різдва у 1887 році.

## Опис
Довжина синьохвостого блискучого сцинка (без врахування хвоста) становить 4-5 см. Тіло невелике, чорне, по спині проходять дві жовті смуги, хвіст яскраво-синій. Сцинк може відкинути свій хвіст, щоб відвернути увагу хижака від свого тіла.

## Живлення
Синьохвості блискучі сцинки живляться комахами, зокрема цвіркунами, мухами і кониками, а також павуками і черв'яками. Іноді вони також доповнюють свій раціон рослинністю. Через свій невеликий розмір синьохвості блискучі сцинки шукають їжу на землі, на відкритих скелях і серед невисокої рослинності, і, як правило, їсть лише повільну здобич.

## Розмноження
Самці і самиці синьохвостих блискучих сцинків починають розмножуватися у віці 1 року, а тривалість життя цих ящірок в дикій природі становить 7 років. Самці синьохвостих блискучих сцинків демонструють поведіну залицяння, намагаючись знайти пару, а самиці виділяють біохімічні речовини, який повідомляє самцям, що самиця перебуває на фертильній стадії розмноження. Під час сезону розмноження самці синьохвостих блискучих сцинків часто борються один з одним, щоб завоювати самицю. Ці сцинки полігамні, що підвищує їхні шанси мати потомство. Як тільки самиця синьохвостого блискучого сцинка з острова Різдва буде запліднена, вона відкладає два яйця. Інкубаційний період триває 75 днів..

## Поширення
Синьохвості блискучі сцинки були ендеміками острова Різдва до кінця 1990-х років, і зустрічалися по всьому острову. Наразі вони живуть в неволі на острові Різдва, в зоопарку Таронга та на невеликому острові Пулау-Блан в групі Кокосових островів, де вони були випущені у дику природу в рамках експерименту з контрольованого переселення.

## Збереження
Вимирання синьохвостих блискучих сцинків в дикій природі пояснюється появою на острові Різдва інвазивних хижих змій Lycodon capucinus та мурах Anoplolepis gracilipes. Програма з розведення цього виду, організована природоохоронним товариством Таронга, розпочалася з 66 сцинків, взятих у неволю до того, як їх популяція була знищена. Програма триває понад 10 років і має на меті випустити сцинків у їхнє рідне природне середовище. З тих пір, як природоохоронне товариство Таронга почало працювати над збереженням виду, на Кокосові острови було завезено 300 сцинків.
Геном C. egeriae був секвенований у 2022 році, разом з геномом сцинка Lepidodactylus listeri, іншого ендеміка острова Різдва. Геном виявився генетично неооднорідним, що відображає значні розміри популяції в минулому. Тим не менш, долслідження геному також виявило ознаки нещодавнього інбридингу, ймовірно, спричинене тим, що сцинки, які використовувалися для збереження популяції в неволі, були спорідненими між собою.